# Cymosafia pallida
Cymosafia pallida är en fjärilsart som beskrevs av George Francis Hampson 1913. Cymosafia pallida ingår i släktet Cymosafia och familjen nattflyn. Inga underarter finns listade i Catalogue of Life.